# En hund i byrålådan
En hund i byrålådan (bulgariska: Куче в чекмедже, Kutje v tjekmedzje) är en bulgarisk drama- och familjefilm från 1982 i regi av Dimitar Petrov, skriven av Rada Moskova.
Filmen spelades in i Sofia 1981.
Filmen visades i Sverige 1985 på TV 2 lektorsdubbad av Iwa Boman i Sveriges Radio P2.

## Handling
Lilla Mitkos föräldrar är skilda. Han bor med sin mamma som alltid upptagen med affärsmöten och är ensam hemma hela dagarna. Han drömmer om bara en sak — att få ha en hund — en riktig, inte ett gosedjur.
Tillsammans med två av sina vänner köper Andro och Stefan hunden Rosjko av en tjuv för tre lev och åttio stotinki och sex spårvagnsbiljetter. Eftersom Rosjko ägs gemensamt turas de om att ta hand om honom så att deras föräldrar inte börjar misstänka något.
Mitko är mest fäst vid hunden, han matar honom och leker med honom, men hunden tas till sina morföräldrar inne i byn. Det finns ingen plats i storstaden, inte ens en låda, att hysa pojkens bästa vän.

## Rollista
- Veselin Prachov
- Martin Stojanov
- Emil Dimitrov-sin
- Ljudmila Filipova
- Pavel Poppandov
- Ruzja Deltjeva
- Zjivko Garvanov
- Stefan Iliev
- Alexandrina Pendatjanska
- Aneta Sotirova
- Nadja Todorova
- Maria Kavardzjikova[6]